# Luigi Vannucchi
Luigi Vannucchi (Caltanissetta, 25 novembre 1930 – Roma, 29 agosto 1978) è stato un attore italiano.
Era il padre dell'attrice Sabina Vannucchi.

## Biografia

Glauco Onorato e Luigi Vannucchi in una scena di Uomini e topi

Luigi Vannucchi nei panni di Don Rodrigo e Massimo Girotti in una scena de I promessi sposi

Luigi Vannucchi nacque a Caltanissetta in una famiglia colta e agiata. Molto presto la famiglia si trasferì in Cirenaica per motivi di lavoro, e dopo tre anni tornò in Italia per stabilirsi a Roma, dove Vannucchi trascorse l'infanzia.
Durante la guerra il padre accettò di lavorare a Modena all'ufficio del Catasto. Qui Vannucchi frequentò brillantemente il liceo classico e si interessò alla letteratura e alla poesia, diplomandosi a diciassette anni. Alla fine del liceo, contro il parere dei genitori, decise d'iscriversi all'Accademia nazionale d'arte drammatica di Roma, diplomandosi nel 1952 assieme ad attori del calibro di Glauco Mauri, Franco Graziosi, Alessandro Sperlì e all'allora allievo regista Andrea Camilleri; già durante i corsi ebbe modo di segnalarsi come attore promettente in occasione dei saggi di fine anno. Prima ancora di diplomarsi, i suoi docenti Silvio D'Amico e Orazio Costa lo fecero debuttare nella parte di Cristo nel lavoro teatrale Donna del Paradiso. Studiò contemporaneamente Lettere e Filosofia, ma lasciò al quarto anno per fare definitivamente l'attore.

### Carriera

#### Teatro
Nel 1952 entrò a far parte della compagnia Gassman-Squarzina, e ottenne successo con rappresentazioni classiche: affiancò Gassman in Amleto, interpretando la parte di Laerte, poi interpretò Tieste, I Persiani, Antigone e Prometeo. Nel corso del 1954 passò alla compagnia del Teatro Nuovo di Gianfranco de Bosio con diversi spettacoli, tra cui la trasposizione teatrale di Buio a mezzogiorno di Köstler. Nel 1955 Lucio Ardenzi lo coinvolse in una tournée nell'America del Sud - Brasile, Argentina, Uruguay - organizzata con l'appoggio del Ministero dello Spettacolo. Fra i partecipanti attori del calibro di Anna Proclemer, Giorgio Albertazzi, Renzo Ricci, Eva Magni, Tino Buazzelli, Glauco Mauri, Davide Montemurri, Franca Nuti e Bianca Toccafondi. A parte il Re Lear di Shakespeare, che vedeva riuniti nello stesso spettacolo tutti gli attori principali della compagnia, il repertorio era tutto italiano: Corruzione al Palazzo di giustizia di Ugo Betti, Beatrice Cenci di Alberto Moravia in prima mondiale, Il seduttore di Diego Fabbri.

Luigi Vannucchi in una scena del film I giorni della violenza

Luigi Vannucchi in una scena de Il cappello del prete

Nel 1956 cominciò la collaborazione con Memo Benassi nella compagnia del Teatro Regionale Emiliano, con gli spettacoli Inquisizione di Diego Fabbri e Hedda Gabler di Ibsen. Nel 1957 fu scritturato dal Piccolo Teatro di Milano per la parte di Saint Just ne I Giacobini di Federico Zardi con la regia di Giorgio Strehler e nella parte di Florindo nell'Arlecchino servitore di due padroni (1957-58). Negli anni sessanta diventò protagonista televisivo delle più grandi produzioni Rai, raggiungendo una grande popolarità e recitando in più di trenta sceneggiati, quali Tutto da rifare pover'uomo, Una tragedia americana, Delitto e castigo, lo storico I promessi sposi nel ruolo di Don Rodrigo, e in quello di Guido Cavalcanti in Vita di Dante, a fianco di Giorgio Albertazzi.
All'inizio degli anni settanta Vannucchi entrò nella compagnia Gli Associati con Valentina Fortunato, Giancarlo Sbragia, Ivo Garrani, Sergio Fantoni, Valeria Ciangottini, Paola Mannoni ed altri. Alla base di questo sodalizio c'era la volontà di emanciparsi dai teatri stabili, in cui spesso gli attori dovevano sottostare a contratti discutibili e a limitazioni della propria libertà e creatività. Con Gli Associati Vannucchi partecipò a spettacoli di grande successo: Strano interludio, Otello, Inferni, e tanti altri. Uno degli allestimenti più importanti di questa Compagnia fu la rappresentazione de Il vizio assurdo di Lajolo-Fabbri, sulla vita di Cesare Pavese di cui Vannucchi era protagonista. A questa intensa attività Vannucchi affiancò il cinema, la televisione, la radio, il doppiaggio e altre attività.

#### Televisione
La carriera televisiva lo rese molto popolare al grande pubblico. Oltre ad apparire come attore in spettacoli teatrali trasmessi dalla televisione, partecipò come ospite a trasmissioni di intrattenimento, ma soprattutto continuò ad essere protagonista di sceneggiati televisivi di grande successo: I demoni e Il cappello del prete, con la regia di Sandro Bolchi, A come Andromeda, Giocando a golf una mattina.  
Radio
In radio fu il conduttore per due volte di "Voi ed Io" lo storico programma d'intrattenimento radiofonico del mattino tutti i giorni dal lunedì al sabato dalle 9,15 alle 11,30 sul Programma Nazionale Radiorai per un mese intero nel giugno 1970 e settembre 1972.

#### Cinema
Per quanto riguarda il cinema, non sono moltissimi i film girati da Vannucchi, e non tutti di grande successo. Tra questi, La tenda rossa (1970) di Mikhail Kalatozishvili, L'assassinio di Trotsky (1972) di Joseph Losey e Anno uno (1974) di Roberto Rossellini, in cui interpretò il ruolo di Alcide De Gasperi.

Luigi Vannucchi in una scena di Johnny Yuma

### Morte
Nel pieno della maturità artistica, morì suicida ingerendo una forte dose di barbiturici mista ad alcolici nella sua casa di Roma, la sera del 29 agosto 1978, ma il cadavere fu trovato dalla domestica solo la mattina dopo. È sepolto nella tomba di famiglia, nel cimitero della Certosa di Bologna.

## Filmografia
- Il vetturale del Moncenisio, regia di Guido Brignone (1954)
- Il conte Aquila, regia di Guido Salvini (1955)
- I fratelli corsi, regia di Anton Giulio Majano (1961)
- Su è giù, regia di Mino Guerrini (1965)
- L'arcidiavolo, regia di Ettore Scola (1966)
- Boris Godunov, regia di Giuliana Berlinguer (1966)
- Le piacevoli notti, regia di Armando Crispino e Luciano Lucignani (1966)
- Johnny Yuma, regia di Romolo Girolami (1966)
- I giorni della violenza, regia di Alfonso Brescia (1967)
- Domani non siamo più qui, regia di Brunello Rondi (1967)
- Tiffany memorandum, regia di Sergio Grieco (1967)
- Il tigre, regia di Dino Risi (1967)
- La tenda rossa (Krasnaya palatka), regia di Mikheil Kalatozishvili (1970)
- L'assassinio di Trotsky (The Assassination of Trotsky), regia di Joseph Losey (1972)
- Anno uno, regia di Roberto Rossellini (1974)
- Il mio uomo è un selvaggio (Le Sauvage), regia di Jean-Paul Rappeneau (1975)

## Teatro
- La guerra di Troia non si farà di Jean Giraudoux, regia dell'allievo Mario Ferrero, Teatro Quirino di Roma, 13, 14, 15 giugno 1950. Saggio accademico
- Il Poverello di Jacques Copeau, regia di Orazio Costa, Festa del Teatro a San Miniato (1950) Piccolo Teatro della Città di Roma. Parte: Nel Coro Drammatico
- Donna del Paradiso, mistero medievale tratto da laudi dei secoli XIII e XIV a cura di Silvio D'Amico, regia di Orazio Costa, personaggio: Cristo, Teatro Eliseo di Roma, 30 giugno - 1º luglio 1951.
- Un cappello di paglia di Firenze di Eugene Labiche e Marc Michel, regia dell'allievo Francesco Savio, personaggio: Achille di Rosalba, Teatro Eliseo di Roma, 25 gennaio - 6 febbraio 1952. Saggio accademico
- Dialoghi delle Carmelitane (L'ultima al patibolo) di Georges Bernanos, regia di Orazio Costa, personaggio: Il Cavaliere, Festival di San Miniato (1952)
- Amleto di William Shakespeare, regia di Vittorio Gassman e Luigi Squarzina, Teatro D'Arte Italiano, personaggio: Laerte, Milano (1952) e tournée
- Tieste di Seneca, regia di Luigi Squarzina, Teatro d'Arte Italiano (1953)
- Tre quarti di luna di Luigi Squarzina, regia di Luigi Squarzina, Teatro d'Arte Italiano (1953)
- Agamennone di Eschilo, regia di Orazio Costa, Festival di Ostia antica (1953)
- La fuggitiva di Ugo Betti, regia di Luigi Squarzina, personaggio: Veniero, Teatro La Fenice di Venezia, e breve tournée (1953)
- I Persiani di Eschilo, regia di Luigi Squarzina, parte: Coro, Roma e tournée (1954)
- Leonora di F. Troiani, regia di Luigi Squarzina, Roma e tournée (1954)
- Antigone di Sofocle, regia di Guido Salvini, personaggio: Messo, Vicenza (1954)
- Prometeo di Eschilo, regia di Luigi Squarzina, aiuto regia di Luigi Vannucchi, Siracusa (1954)
- Romeo e Giulietta di William Shakespeare, regia di Guido Salvini, parti: Coro e Paride, Verona e tournée (1954)
- Anche le donne hanno perso la guerra di Curzio Malaparte, regia di Guido Salvini, personaggio: Hans, Biennale di Venezia, XIII festival internazionale del teatro (1954)
- La vedova di G. B. Cini, regia di Guido Salvini, Vicenza (1954)
- Corte marziale per l'ammutinamento del Caine di H. Wouk, regia di Luigi Squarzina, personaggio: Tenente di vascello Thomas Keefer, Roma e tournée (1954)
- Il sacro esperimento di Hachwalder, regia di Gianfranco De Bosio, personaggio: Don Esteban Arago, capitano. Roma e tournée (1954) (Registrato anche per la televisione)
- Buio a mezzogiorno di Arthur Koestler, regia di Gianfranco De Bosio, Roma e tournée (1954)
- Re Lear di Shakespeare, regia di Franco Enriquez, personaggio: Edmondo, tournée in Sud America (Santos, S. Paulo, Montevideo, Buenos Aires), 1955-56, compagnia Ricci-Magni-Proclemer-Albertazzi
- Corruzione al Palazzo di giustizia di Ugo Betti, regia di Gianfranco De Bosio, tournée in Sud America
- Beatrice Cenci di Alberto Moravia, regia di F. Enriquez, tournée in Sud America
- Il pellicano ribelle di Bassano, regia di Renzo Ricci, tournée in Sud America
- Sei personaggi in cerca d'autore di Luigi Pirandello, regia di Renzo Ricci, tournée in Sud America
- Monsieur de Pourcegnac di Molière, regia di Sandro Bolchi, compagnia del Teatro Regionale Emiliano, impresario Cappelli, Emilia-Romagna, Torino, Sanremo, Genova (1956)
- Inquisizione di Diego Fabbri, regia di Memo Benassi, compagnia del Teatro Regionale Emiliano, Emilia-Romagna, Torino, Sanremo, Genova (1956)
- Medea di Robinson, regia di Gianfranco De Bosio, compagnia del Teatro Regionale Emiliano. Emilia-Romagna, Torino, Sanremo, Genova (1956)
- Enrico IV di Luigi Pirandello, regia di Gianfranco De Bosio, personaggio: Il Marchese Dinolli, compagnia del Teatro Regionale Emiliano, Emilia-Romagna, Torino, Sanremo, Genova (1956)
- Hedda Gabler di H. Ibsen, regia di Sandro Bolchi, compagnia del Teatro Regionale Emiliano. Emilia-Romagna, Torino, Sanremo, Genova (1956)
- La Giostra di M. Dursi, regia di C. Di Stefano, compagnia del Teatro Regionale Emiliano, Emilia-Romagna, Torino, Sanremo, Genova (1956)
- Tragico contro voglia di Anton Čechov, regia di Memo Benassi, compagnia del Teatro Regionale Emiliano, Modena (1956)
- I Giacobini di Federico Zardi, regia di Giorgio Strehler, personaggio: Saint Just, Piccolo Teatro di Milano (1957)
- La Vena d'oro di A. Zorzi, regia di Sandro Bolchi, compagnia del Teatro Regionale Emiliano, con Terrieri e Grassilli, Teatro Duse di Bologna (1957)
- Bertoldo a corte di M. Dursi, regia di Gianfranco De Bosio, personaggio: Il Re, compagnia del Teatro Stabile di Torino (1957)
- Ore disperate di J.J. Hayes, regia di Gianfranco De Bosio, personaggio: Hank Griffin, fratello di Glenn, compagnia del Teatro Stabile di Torino (1957)
- I nostri sogni di Ugo Betti (1958)
- Uomini e topi di John Steinbeck, regia di E. Ferrieri, personaggio: George, Teatro del Convegno, Milano (1958)
- Arlecchino servitore di due padroni di Carlo Goldoni, regia di Giorgio Strehler, personaggio: Florindo, Germania (anche TV), Belgio, Polonia, Cecoslovacchia, Regno Unito (Londra) (1958) - seconda tournée, gennaio-marzo 1959: Paesi Bassi, Stratford, Marocco, Algeria, Tunisia
- Angelica di L. Ferrero, regia di Gianfranco De Bosio, personaggio: Orlando, compagnia del Teatro Stabile di Torino, Venezia, Torino (1959)
- Processo a Oreste, spettacolo con Vittorio Gassman, per l'Estate a Taormina (1959)
- I sette a Tebe di Eschilo, regia di Mario Landi, personaggio: Messaggero, tournée estiva in Sicilia (Taormina, Palazzolo, Gela, Selinunte, Agrigento, Palermo) (1959)
- La figlia di Iorio di Gabriele D'Annunzio, regia di M. Ferrero, personaggio: Aligi, Pescara (1961)
- Il castello in Svezia di F. Sagan, regia di M. Ferrero, personaggio: Sebastiano, compagnia Fantoni-Occhini-Vannucchi, tournée (1961)
- Acque turbate di Ugo Betti, regia di M. Ferrero, personaggio: Gabriele, compagnia Fantoni-Cechini-Vannucchi, tournée (1961)
- Anfitrione di Plauto, regia di Silverio Blasi, personaggio: Mercurio, tournée estiva (Pompei, Ostia) (1961)
- Il primogenito di C. Fry, regia di Orazio Costa, personaggio: Mosè, Festival di San Miniato (anche Sassari e TV) (1963)
- Il diavolo e il buon Dio di Jean-Paul Sartre, regia di Luigi Squarzina, personaggio: Heinrich, Teatro Stabile di Genova, tournée in Italia e Russia (1964)
- Ciascuno a suo modo di Luigi Pirandello, regia di Luigi Squarzina, personaggio: Michele Rocca, Teatro Stabile di Genova, tournée in Italia e Russia (1964)
- Riunione di famiglia di T. S. Eliot, regia di M. Ferrero, personaggio: Harry, Festival di San Miniato (1964) (anche TV)
- Troilo e Cressida di William Shakespeare, regia di Luigi Squarzina, personaggio: Troilo, Teatro Stabile di Genova, Genova, Torino, Milano
- Zio Vanja di Anton Cechov, regia di Edmo Fenoglio, personaggio: Astrov, con Turi Ferro, Teatro Stabile di Catania (1964)
- Serata al Club S. Alessio, Teatro privato in casa di Vittorio Gassman, Letture da Flaiano, Arbasino, Soldati (1966)
- Otello di William Shakespeare, regia di B. Menegatti, personaggio: Otello, Teatro Stabile di Trieste (1966)
- Jean Paul Sartre, a cura di Gerardo Guerrieri, regia di Edmo Fenoglio, spettacolo del Teatro Club, serata unica, Teatro Valle di Roma, 26 aprile 1966.
- Rose rosse per me di Sean O'Casey, regia di Alessandro Fersen, con Ileana Ghione, Teatro Valle, martedì 6 dicembre 1966.
- Moravia, per esempio..., a cura di Giuseppe D'Avino e Gerardo Guerrieri, regia di Edmo Fenoglio, spettacolo del Teatro Club, unica serata, Teatro Eliseo di Roma, 15 giugno 1967.
- La dodicesima notte di William Shakespeare, regia di F. Torriero, personaggio: Malvolio, tournée estiva, Portovenere, Marina di Grosseto, Roccasecca (1967)
- La Gioconda di Gabriele D'Annunzio, regia di F. Piccoli, personaggio: Lucio. Vittoriale di Pescara (1967)
- Trieste con tanto amore, recital Trieste, ottobre 1968.
- Oreste di Euripide, regia di M. Stilo, personaggio: Oreste, compagnia Vannucchi-Cavo-Bosic, tournée estiva, Tindari, Taormina (1969)
- Persefone di R. Lupi, regia di G. Chanalet, parte: Voce recitante, Firenze (1969)
- Oedipus rex di Igor' Fëdorovič Stravinskij, regia di Luigi Squarzina, parte: Voce recitante, Firenze (1969)
- Poesia all'Olimpico, serata presentata e condotta da Giancarlo Sbragia, Teatro Olimpico di Vicenza, 29 aprile 1970.
- Otello di William Shakespeare, regia di Virginio Puecher, personaggio: Jago, compagnia degli Associati, Verona e tournée estiva e invernale (1970-1971)
- Strano interludio di Eugene O'Neill, regia di Giancarlo Sbragia, personaggio: Sam, compagnia degli Associati, debutto a Padova e tournée (1971)
- La figlia di Iorio di Gabriele D'Annunzio, regia di Paolo Giuranna, personaggio: Aligi, Pescara, Torino (1971)
- Antonio e Cleopatra di William Shakespeare, regia di Luigi Vannucchi, personaggio: Pompeo, compagnia degli Associati, Verona e tournée (1973)
- Inferni, spettacolo comprendente Canicola di Pier Maria Rosso di San Secondo e Porte chiuse di J. P. Sartre, regia di Giancarlo Sbragia, compagnia degli Associati, tournée, Roma (1973)
- Il vizio assurdo di Lajolo-Fabbri, regia di Giancarlo Sbragia, personaggio: Cesare, compagnia degli Associati, tournée, Padova, Roma (1973) - seconda tournée ottobre 1974 - Febbraio 1975: Milano, Torino, terza tournée, 20 aprile- 28 maggio 1976: Prato, Sardegna, Sicilia, ecc… (1977, anche registrazione TV)
- La nuova colonia di Luigi Pirandello, regia di Virginio Puecher, personaggio: Currao, Teatro Quirino di Roma, 21 marzo 1975.
- Misura per misura di William Shakespeare, regia di Luigi Squarzina, personaggio: Il Duca,Teatro Argentina di Roma, 21 dicembre 1976.
- Il Mercante di Venezia di William Shakespeare, Regia di G. Cobelli, personaggio: Shylock, estate teatrale veronese (1978)[12]

## Prosa televisiva

Luigi Vannucchi nei panni di Laerte e Memo Benassi in una scena di Amleto (1955)

- II sacro esperimento di Hochwalder, regia di Silverio Blasi (1954)
- Kean di Dumas - Sartre, regia di Franco Enriquez (1954)
- Edipo re di Sofocle, regia di Franco Enriquez (1954)
- Amleto di William Shakespeare, regia di Vittorio Gassman, regia televisiva di Claudio Fino (1955)
- Ventiquattr'ore felici di Cesare Meano, regia di Claudio Fino (1956)
- I nostri sogni di Ugo Betti, regia di Gianfranco de Bosio (1958)
- Arlecchino servitore di due padroni di Carlo Goldoni, regia di Giorgio Strehler (1958)
- II Tricheco, commedia di R. G. Bosswell, regia di Alberto Gagliardelli, trasmessa il 26 gennaio 1960.
- Ragazza mia di W. Saroyan, regia di Mario Landi, Roma, romanzo (1960)
- Il fu Mattia Pascal di Luigi Pirandello, regia di Daniele D'Anza (1960)
- Tre giorni a Roma, regia di Giancarlo Zagni (1960)
- Tutto da rifare pover'uomo di H. Fallada, regia di Eros Macchi – sceneggiato (1960)
- Un ispettore in casa Birling di J. B. Priestley (1960)
- Francillon di A. Dumas, personaggio: Enrico de Symeux (1960)
- Letture natalizie, regia di Edmo Fenoglio, con Anna Maria Guarnieri, Roma (1960)
- Italia d'oggi, letture, Roma (1961)
- All'uscita di Luigi Pirandello, regia di F. Fulchignani, Roma (1961)
- Ritratto di Donna, regia di Edmo Fenoglio, Milano (1961)
- Essi arrivano in città di J. Priestley, regia di Anton Giulio Majano, Milano (1961)
- Chiamami bugiardo, regia di Anton Giulio Majano, Milano – sceneggiato (1961)
- Il più forte di Giocosa, regia di Edmo Fenoglio, Roma (1961)
- Lettura telescuola, regia di Edmo Fenoglio, Roma (1961)
- Lettura per bambini, Milano (1962)
- Errore giudiziario di G. P. Calegari, regia di G.P. Calegari, Milano (1962)
- Il giro del mondo di C. G. Viola, regia di Anton Giulio Majano (1962)
- Una tragedia americana di T. Dreiser, regia Anton Giulio Majano (1962)
- Un braccio di meno di C. Bernari, regia di Anton Giulio Majano, Napoli (1962)
- La grana di Dersi, regia di Silverio Blasi, Napoli (1962)
- I diritti dell'anima di Giacosa, regia di Carlo Di Stefano, Milano (1962)
- Delitto e castigo di Dostoevskij, regia di Anton Giulio Majano (1963)
- Prima di cena di Rostov, regia di Anton Giulio Majano, Roma (1963)
- La Maschera e la grazia di Giacosa, regia di Anton Giulio Majano, Roma (1963)
- Smash – ospite (1963)
- II Potere e la Gloria di G. Greene, regia di Mario Ferrero, Roma (1963)
- 1963 - La donna di fiori di Casacci Ciambricco, regia di Anton Giulio Majano, Roma, romanzo, personaggio: Ronald Fuller – sceneggiato (1963)
- Vita di Dante di G. Prosperi, regia di Vittorio Cottafavi, Roma, tre puntate, personaggio: Guido Cavalcanti (1963)
- Un mondo sconosciuto, commedia di Henry Denker, regia di Mario Ferrero, trasmessa il 22 settembre 1963.
- L'Ammiraglio di M. Tobino, regia di Anton Giulio Majano (1965)
- Giulio Cesare di William Shakespeare, regia di Sandro Bolchi (1965)
- Notte con Ospiti (1966)
- Nascita di Cristo (1966)
- I Promessi Sposi di Alessandro Manzoni, regia di Sandro Bolchi (1967)
- 1967 - L'Approdo, regia di Vito Molinari – sei presentazioni (voce fuori campo in Lanterna, Lezione sul Boccaccio, Lezione su Pascal, Attualità di Gramsci) Milano – ospite (1967)
- Venezia città di sogno – voce fuori campo (1967)
- Ritorno a Firenze (1967)
- Un grande Europeo, un grande uomo (Adenauer) (1967)
- In trappola di Pierre Caillol, regia di Flaminio Bollini, traduzione di Roberto Cortese (1967)
- Non cantare, spara di Leo Chiosso, regia di Daniele D'Anza (1968)
- Almanacco (Napoleone), Roma – voce fuori campo (1968)
- Un mondo sconosciuto di H. Denker, regia di Mario Ferrero (1968)
- Il processo Slansky, regia di Leandro Castellani (1968)
- Cristoforo Colombo, regia di Vittorio Cottafavi – voce fuori campo (1968)
- Un volto una storia – voce fuori campo (1969)
- Giocando a golf una mattina di Francis Durbridge, regia di Daniele D'Anza (1969)
- Il cappello del prete, dal romanzo di Emilio De Marchi, regia di Sandro Bolchi (1970)
- Settevoci – ospite (29 marzo 1970)
- Quel giorno: fatti e testimonianze degli anni '60 (1970)
- Cinema '70: Taccuino di viaggio di Luchino Visconti – voce fuori campo (1970)
- Incontri musicali: incontro con Fifth dimension, Roma, 19 aprile 1970
- Incontri musicali: Incontro con Odette, Roma, 26 aprile 1970
- A come Andromeda di Fred Hoyle e John Elliot, regia Vittorio Cottafavi (1971)
- I demoni, dal romanzo omonimo di F. Dostoevskij, regia di Sandro Bolchi, trasmesso in 5 puntate, dal 20 febbraio al 19 marzo 1972.
- La Giostra di Massimo Dursi, regia di Sandro Bolchi (1972)
- Ieri e oggi, regia di Lino Procacci – partecipazione (1974)
- Qui squadra mobile, regia di Anton Giulio Majano, Roma – sceneggiato (1976)
- Chi?, regia di Giancarlo Nicotra, Milano – ospite (1976)
- Il vizio assurdo di Davide Lajolo e Diego Fabbri, regia di Giancarlo Sbragia, regia televisiva: Lino Procacci (1977)
- La scuola dei geni di M. Hubay, regia di Andrea Camilleri, Roma, monologo per la serie "Attore solista" (album di monologhi a cura di E. Mauri) (1978)
- Storie della camorra, regia di Paolo Gazzara – sceneggiato (1978)
- Misura per misura di W. Shakespeare, regia di Luigi Squarzina, 20 maggio 1978

## Prosa radiofonica Rai
- Angelica, dramma satirico di Leo Ferrero, regia di Gianfranco de Bosio, trasmessa il 17 gennaio 1960.
- Elettra, tragedia di Hugo von Hofmannsthal, regia di Mario Ferrero, trasmessa il 3 giugno 1962.

## Doppiaggio
- Tony Musante in Metti, una sera a cena, Il caso Pisciotta
- Richard Widmark in Rollercoaster - Il grande brivido
- Jean Desailly in La calda amante
- James Coburn in La battaglia di Midway
- Dean Martin in Bandolero!
- Clint Eastwood in L'uomo dalla cravatta di cuoio
- Roy Scheider in Il maratoneta
- Philippe Noiret in Il deserto dei Tartari
- Robert Duvall in Quinto potere
- Clark Gable in Via col vento (ed. 1977)
- Dirk Bogarde in La caduta degli dei
- Norman Alden in Tora! Tora! Tora!
- William Devane in Complotto di famiglia
- Peter Graves in La donna del West
- Andrew Duggan in A noi piace Flint
- Cameron Mitchell in Hombre
- Edward Mulhare in Caprice - La cenere che scotta
- Charles Cioffi in Una squillo per l'ispettore Klute
- Michael Brill in Il mostruoso uomo delle nevi

## Discografia (parziale)
- L'uomo Carducci - 33 giri (1965) - Istituto Internazionale del disco
- Poesie ispano-americane - 33 giri (1965) - Istituto Internazionale del disco
- Rainer Maria Rilke - poesie - 33 giri (1965) - Istituto Internazionale del disco
- A. Joszef - poesie - 33 giri (1965) - Istituto Internazionale del disco
- La ballata di Porta Pia - 33 giri (1971), documento sonoro per celebrare i cento anni di Roma capitale - Discografica Editrice Tirrena (DET)
- Mettiti uno specchio nell'anima - 45 giri (1972) - Warner Bros., distribuito da Dischi Ricordi S.p.A.

## Altre attività
Nel 1976 fu testimonial della casa produttrice di Grappa Piave, per Carosello, il contenitore pubblicitario della Rai, e per i manifesti murali della stessa campagna.